# Pandèmia de COVID-19 a la Ciutat del Vaticà
L'arribada de la pandèmia per coronavirus de 2019-2020 a la Ciutat del Vaticà es va confirmar el 5 de març de 2020 amb el primer cas d'un individu contagiat amb Covid-19.
Uns quants dies abans, a conseqüència d'un refredat que va obligar a anul·lar gran part dels actes públics del Papa a partir del 27 de febrer, el pontífex, de 83 anys, va haver de passar la prova de detecció del SARS-CoV-2 per a verificar, i alhora asserenar les inquietuds dels fidels, que no es tractava d'un contagi amb coronavirus. El resultat negatiu es va anunciar el 3 de març.
El 7 de març la Santa Seu anuncià que a partir de l'endemà s'aturarien les aparicions públiques del Papa Francesc i que es podrien seguir per televisió o Internet, per a evitar l'expansió de l'epidèmia.
En data del 18 de maig, la ciutat comptava 12 casos confirmats i 2 persones guarides.

## Cronologia
El 5 de març es va confirmar la presència d'un primer cas de persona contagiada amb Covid-19.
Dos dies després, es van anul·lar els actes públics del Papa, que havia passat un refredat una setmana abans per a evitar la transmissió del virus entre els assistents. D'ara endavant els rituals papals s'emeten des de la biblioteca papal i es poden veure per televisió o Internet, per a més seguretat.
Com a mesura profilàctica, es van suspendre les visites als Museus Vaticans a partir del 9 de març fins al 3 d'abril, tot i que de fet la mesura només es va aplicar l'endemà.
El 10 de març, s'enduriren les mesures arran de la declaració de quarantena de tot el país a Itàlia. A conseqüència es tancava l'accés als turistes de la Plaça de Sant Pere i a la Basílica de Sant Pere fins al 3 d'abril, deixant només oberts la farmàcia i el supermercat de la Santa Seu.
El 24 de març, el Vaticà va informar que es comptabilitzaven tres nous casos. Entre tots quatre casos positius apareixien un eclesiàstic, un treballador de l'oficina de mercaderies i dos empleats dels Museus Vaticans.
El 28 de març el total de casos pujà fins a sis, amb dues persones infectades més detectades arran de les 170 proves que es duren a terme entre tots els eclesiàstics que viuen a Casa Santa Marta.

## Dades estadístiques
Evolució del nombre de persones infectades amb COVID-19 a la Ciutat del Vaticà